# Ondina Valéria Pimentel
Ondina Valéria Pimentel, Mãe Ondina ou Mãezinha, Iwin Tona, (Salvador, 8 de fevereiro de 1916 - Salvador, 19 de março de 1975) foi a quarta Ialorixá do Ilê Axé Opô Afonjá em Salvador, Bahia.

## Biografia
Ondina Valéria Pimentel nasceu no dia 8 de fevereiro de 1916, filha de José Theodoro Pimentel. Nasceu no mar, a bordo de um navio da Companhia de Navegação Baiana. Descendente dos fundadores do Terreiro do Mocambo e do Terreiro Tuntum Olucotum, ambos do culto aos egunguns, na ilha de Itaparica.
Foi iniciada por Eugênia Ana dos Santos, Mãe Aninha, Ọbá Bii em 1921, na casa de seu pai José Theodoro Pimentel, em Itaparica, Balé Xangô do Ilê Axé Opô Afonjá, sucessor de Rodolfo Martins de Andrade ou Bamboxê Obiticô. Sobre a iniciação, conta Mestre Didi, em seu livro História de Um Terreiro Nagô: 
"Em 1921, Iá Obá Bii, Aninha, foi para a casa de José Theodório Pimentel (Balé Xangô), em Itaparica, fazer a iniciação da filha do dono da casa, Ondina Valéria Pimentel, filha de Oxalá - mais tarde, iaquequerê do Axé; de Senhora, filha de Xangô; de Filhinha, de Oxum; de Túlia, de Iemanjá, e de Vivi, de Obaluaiê. Tirou esse barco de iaôs com a ajuda de sua irmã lesse-orixá Fortunata de Oxóssi (Dagã), mãe legítima de Silvânia, filha de Airá, a Iamorô do Axé Opô Afonjá."
Em 1937, aos 21 anos de idade, foi indicada por Mãe Aninha a primeira iaquequerê do Ilê Axé Opô Afonjá, em Salvador.
Em 22 de janeiro de 1967, falece Mãe Senhora. Inicia-se o período de luto no Ilê Axé Opô Afonjá, um período de transição.
No dia 22 de Janeiro de 1968, pela manhã, foi celebrada na Igreja do Mosteiro de São Bento, missa para Maria Bibiana do Espírito Santo, "Mãe Senhora", oficiada por Dom Timóteo Anastácio, Abade da Igreja, com a presença de Mestre Didi, Vivaldo da Costa Lima, Jorge Amado, Carybé, Walfredo Morais, Cel. Valter Lima Santos, representando o Governador Luiz Viana Filho, Sinval Costa Lima, Waldir Oliveira, Camafeu de Oxóssi, Dorival Caymmi, amigos, parentes e admiradores. Durante o ofício, Dom Timóteo Anastácio pediu a "todos os exércitos celestes e Orixás pela alma da serva Mãe Senhora". No mesmo dia, às 15 horas, após o tempo regulamentar do falecimento de Mãe Senhora, o jogo do Oluó Agenor Miranda, assistido pelo babalorixá Nezinho da Muritiba, vindo de Cachoeira para a ocasião, confirmou Ondina Valéria Pimentel como Ialaxé do Ilê Axé Opô Afonjá. A cerimônia foi assistida por Ogãs, Obás e filhos e filhas de santo do Afonjá, Casa Branca do Engenho Velho e do Gantois. Eutrópia Maria de Castro ou Pinguinho, Oxum Funmisé, confirmou-se iaquequerê e Mestre Didi confirmou-se Balé Xangô e assim auxiliaram Mãezinha nos destinos do Opô Afonjá. Mãezinha teve que transferir-se do Rio de Janeiro, onde residia na época, e também dirigia uma casa de candomblé, a “Cruz do Divino”, com mais de 50 filhas-de-santo, no bairro do Éden.
Segundo depoimento do Sr. Mario Bastos, Obá-Telá do Ilê Axé Opô Afonjá, publicado na primeira página do Jornal da Bahia no dia 1 de Fevereiro de 1968, “não há qualquer determinação que venha a obrigar a Ialaxé Ondina a deixar, de um momento para o outro, a “casa” que possui na Guanabara, a fim de dedicar-se exclusivamente ao “Axé”, sobretudo porque a sua transferência definitiva exige a solução de uma série de problemas, não somente de ordem religiosa como, ainda, de família.”
Foi Ialorixá do Ilê Axé Opô Afonjá em Salvador no período de 1968 a 1975.
Mãe Stella conta que após um ano do falecimento de Mãe Senhora,:
"Mais uma mudança no Axé. Após um ano de recesso, Xangô, por intermédio do Oluó Agenor Miranda, assistido pelo babalorixá Nezinho de Muritiba (Nézinho de Ogum) foi escolhida para conduzir o destino do Axé, Mãezinha, como sempre fora carinhosamente chamada Iwin Tona (Ondina Valéria Pimentel). Ainda bem moça foi designada por Mãe Aninha para ser a iaquequerê do Ebé (cargo que passou para Pinguinho, Oxum Fumixé). Quiseram os búzios, mais uma vez consultados, que ela substituísse a falecida Iá, passando a conduzir os caminhos do Ilê. Ela nasceu em pleno mar, a bordo de um navio da "Bahiana", daí o nome Ondina. Filha de pai abastado, José Theodoro Pimentel, muito ligado ao axé, recebera das mãos de Mãe Aninha o oié de Balé Xangô - literalmente, chefe da tribo, aquele que segura o Ilê, uma espécie de administrador. O que implica dizer que antes da criação do Corpo de Oba, o Ilê era administrado pelo ocupante deste cargo.
(...)
Mãezinha, misto de doçura e aspereza, temperamento de reações imediatas, herdou dos mais velhos o gesto de conversar com os olhos. Isto desarmava qualquer um! Durante sete anos segurou os destinos do axé. Creio que seu tempo foi reduzido devido ao desgaste de responder por dois terreiros - um na Bahia, outro no Rio de Janeiro -, dobrando as suas responsabilidades. Vivia pela estrada Rio-Bahia. O Candomblé, fundado por ela, antes de ser designada ialorixá de São Gonçalo, foi implantado no bairro carioca do Éden. Deixou, por lá, um número considerável de Filhos-de-Santo. Alguns continuaram as "Obrigações" comigo. Hoje, meus Omo-Orixá.
Filha de Oxalá e Xangô, dedicava-se, em especial, à Casa de Iá, pela afinidade decorrente do seu nascimento no mar. Boa mestra, ela orientou muita gente procurando aprofundar seus conhecimentos religiosos cada vez mais. Por toda essa dedicação, teve que deixar precocemente as práticas da vida civil. Recebera educação aprimorada, principalmente em música, com estudos completos de piano. Em virtude dos compromissos com a religião, fechou o piano, dedicando-se aos Orixá de corpo e alma.

Inovações positivas foram feitas por Mãezinha, coisas de valor, a exemplo da reforma da Casa de Omolu, do quarto de Oxalá, das Aiabás, ... E, ainda, a ideia de reconstrução do Ilê Axé, que infelizmente não viveu para concretizar."
Durante a administração de Mãezinha, os membros do Conselho Religioso do Ilê Axé Opô Afonjá eram: Iaquequerê - Oxum Funmisé; Dagã - Ijilonã; Ossidagã - Oxum Tololá; Iá Amorô - Iji Tolu; Omô Euê - Ogum Errindá; Colabá - Odé Caiodê; Açobá - Didi; Ajimuda - Oxum Dele; Axogum - Aficodê.
Segundo Mestre Didi, sofria do coração há muito tempo. Depois de um dia muito agitado, sentiu-se mal e foi levada as pressas ao pronto socorro. Faleceu na madrugada do dia 19 de março de 1975, resultado de um colapso cardíaco. Depois de tomadas todas as providências no Afonjá, seu corpo seguiu para a Igreja de Nossa Senhora do Rosário dos Pretos, no Centro Histórico de Salvador, no Largo do Pelourinho, ficando exposto até a hora do sepultamento, como aconteceu com Mãe Aninha e também com Mãe Senhora.